# رأس برك الله
رأس بَرْك الله أو رأس بَرْكَالله هو أحد الرؤوس على الساحل الشرقي للبلاد التونسية، وهو يقع في ولاية صفاقس قرب مدينة المحرس.